# اسوكتان (تيموليلت)
اسوكتان هو دُوَّار يقع بجماعة تيموليلت، إقليم أزيلال، جهة بني ملال خنيفرة في المملكة المغربية. ينتمي الدوّار لمشيخة تيموليلت التي تضم دوارين. يقدر عدد سكانه بـ 1619 نسمة حسب الإحصاء الرسمي للسكان والسكنى لسنة 2004.

## روابط خارجية
- البوابة الوطنية للجماعات الترابية
- المندوبية السامية للتخطيط